# محسن أباد (غركان)
محسن أباد (بالفارسية: محسن‌آباد) هي قرية و مستوطنة تقع في إيران في مركزي. يقدر عدد سكانها بـ 545 نسمة .